# Luca (Argentina)

Luca é um município da província de Córdova, na Argentina.